# Guangong
Guangong (kinesiska: 管公镇, 管公) är en köping i Kina. Den ligger i provinsen Shandong, i den östra delen av landet, omkring 200 kilometer öster om provinshuvudstaden Jinan.
Genomsnittlig årsnederbörd är 786 millimeter. Den regnigaste månaden är juli, med i genomsnitt 255 mm nederbörd, och den torraste är januari, med 10 mm nederbörd.